# Expedição 34
Expedição 34 foi uma missão de longa permanência na Estação Espacial Internacional, iniciada em 18 de novembro de 2012 e encerrada em 15 de março de 2013. Ela contou com seis astronautas, três russos, dois norte-americanos e um canadense.  

## Tripulação
| Posição             | Primeira parte (Novembro de 2012) | Segunda parte (Dezembro de 2012 até março de 2013) |
| ------------------- | --------------------------------- | -------------------------------------------------- |
| Comandante          | Kevin Ford                        | Kevin Ford                                         |
| Engenheiro de voo 1 | Oleg Novitskiy                    | Oleg Novitskiy                                     |
| Engenheiro de voo 2 | Evgeny Tarelkin                   | Evgeny Tarelkin                                    |
| Engenheiro de voo 3 |                                   | Thomas Marshburn                                   |
| Engenheiro de voo 4 |                                   | Chris Hadfield                                     |
| Engenheiro de voo 5 |                                   | Roman Romanenko                                    |

## Insígnia da missão
A tripulação da Expedição fez a seguinte descrição de sua insígnia: "a borda externa da insígnia tem uma linha que molda a transferência de uma tripulação ou de um genérico veículo de reabastecimento, que formará nossa ponte ao posto avançado orbital durante a segunda metade de sua vida operacional. A (estação) em voo representa a dedicação, criatividade, cooperação e ingenuidade entre os milhares e milhares de trabalhadores em todo o mundo que tem construído e planejado um sonho do nosso mundo moderno. As estrelas distantes, como aquelas visíveis em nosso céu escuro, nos chama a ir cada vez mais para as profundezas do espaço. "Fora da Terra ... pela Terra", nosso reconhecimento da responsabilidade e comprometimento para trabalhar com diligência para todos os habitantes do planeta Terra."

## Missão
Entre outros experimentos, a tripulação da Expedição faz experiências sobre o sistema cardiovascular, pesquisas na área da biologia e ciências da Física, desenvolvimento de tecnologia, observação da Terra e atividades educacionais. Monitoramento do Sol e experiências com os peixes medaka no Habitat Aquático do módulo de pesquisas Kibo também estão sendo realizadas.
Além disso, também foi realizada uma importante experiência médica, criada pela Agência Espacial Canadense, chamada Microflow 1, a primeira demonstração no espaço de um citômetro de fluxo miniaturizado, que permitirá que médicos e cientistas possam quantificar moléculas e células no sangue.
A Expedição foi encerrada com o desacoplamento da Soyuz TMA-06M do módulo Polski da ISS, onde esteve desde outubro de 2012, às 23:08 de 15 de março. A nave, com os tripulantes Novitskiy, Tarelkin e Ford, pousou no início da manhã seguinte nas estepes geladas do Casaquistão.

## Galeria

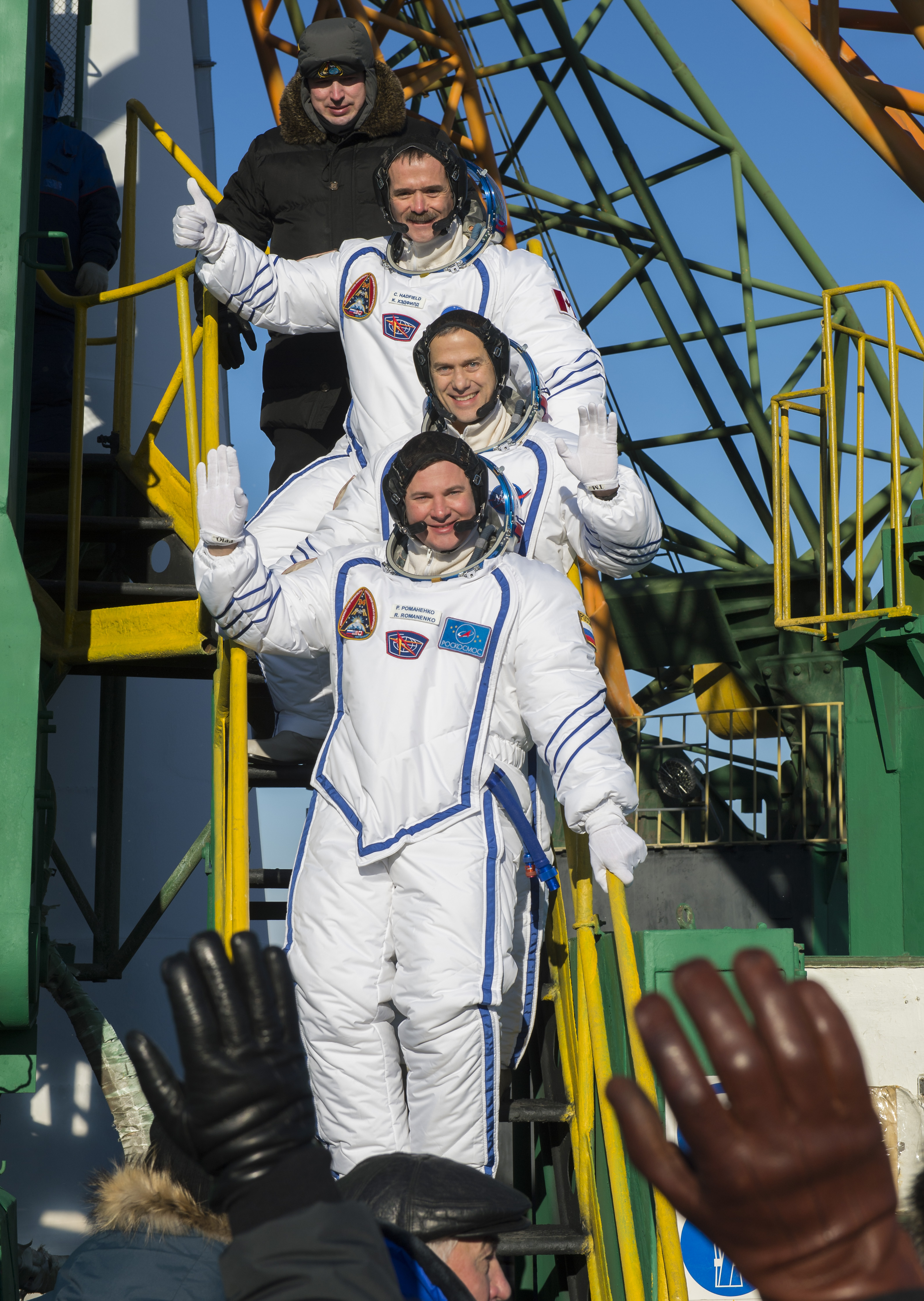
Tripulantes da Soyuz TMA-07M acenam em Baikonur antes de embarcarem para integrar a Expedição 34.
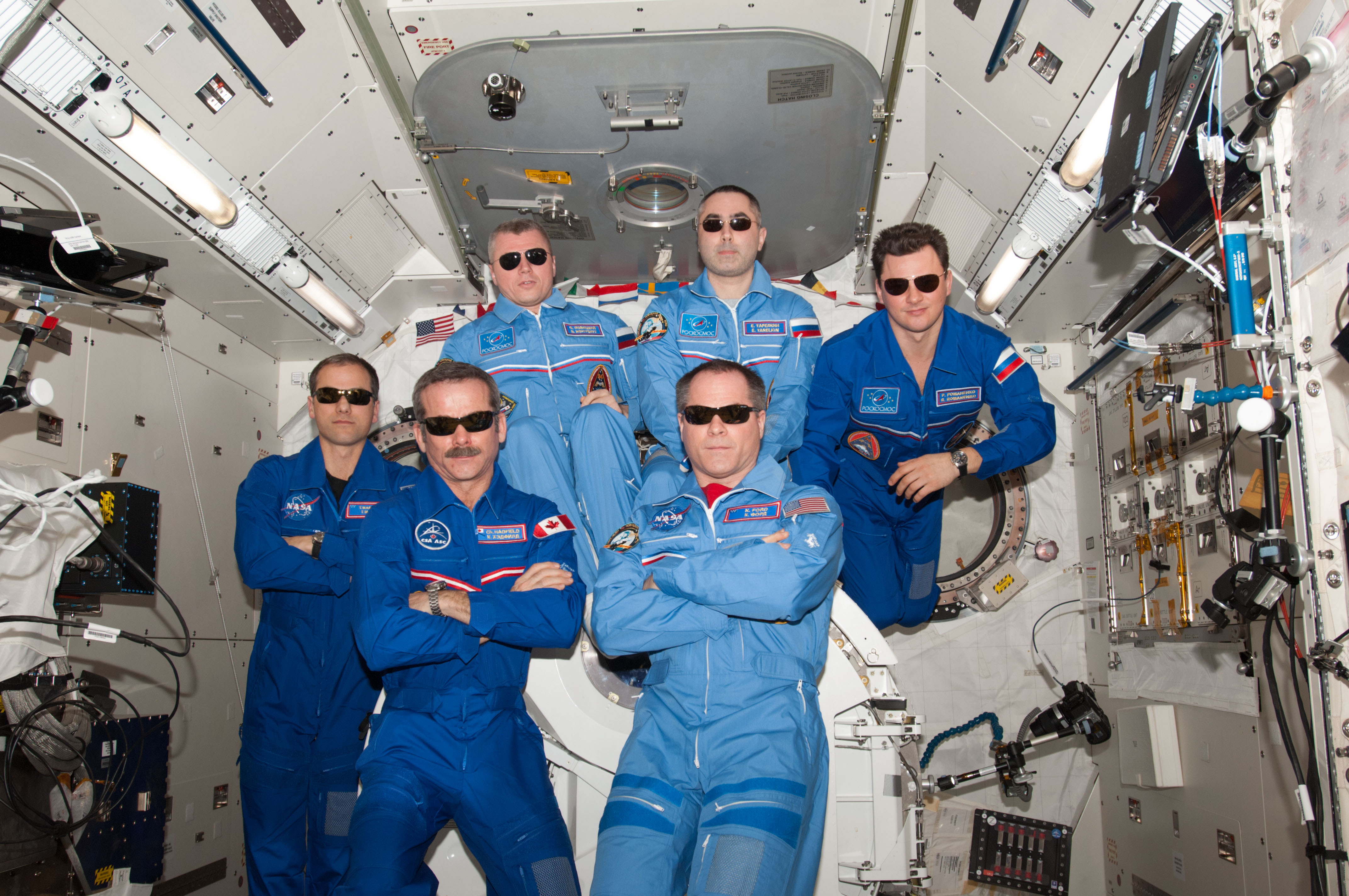
A tripulação fotografada no módulo Kibo.
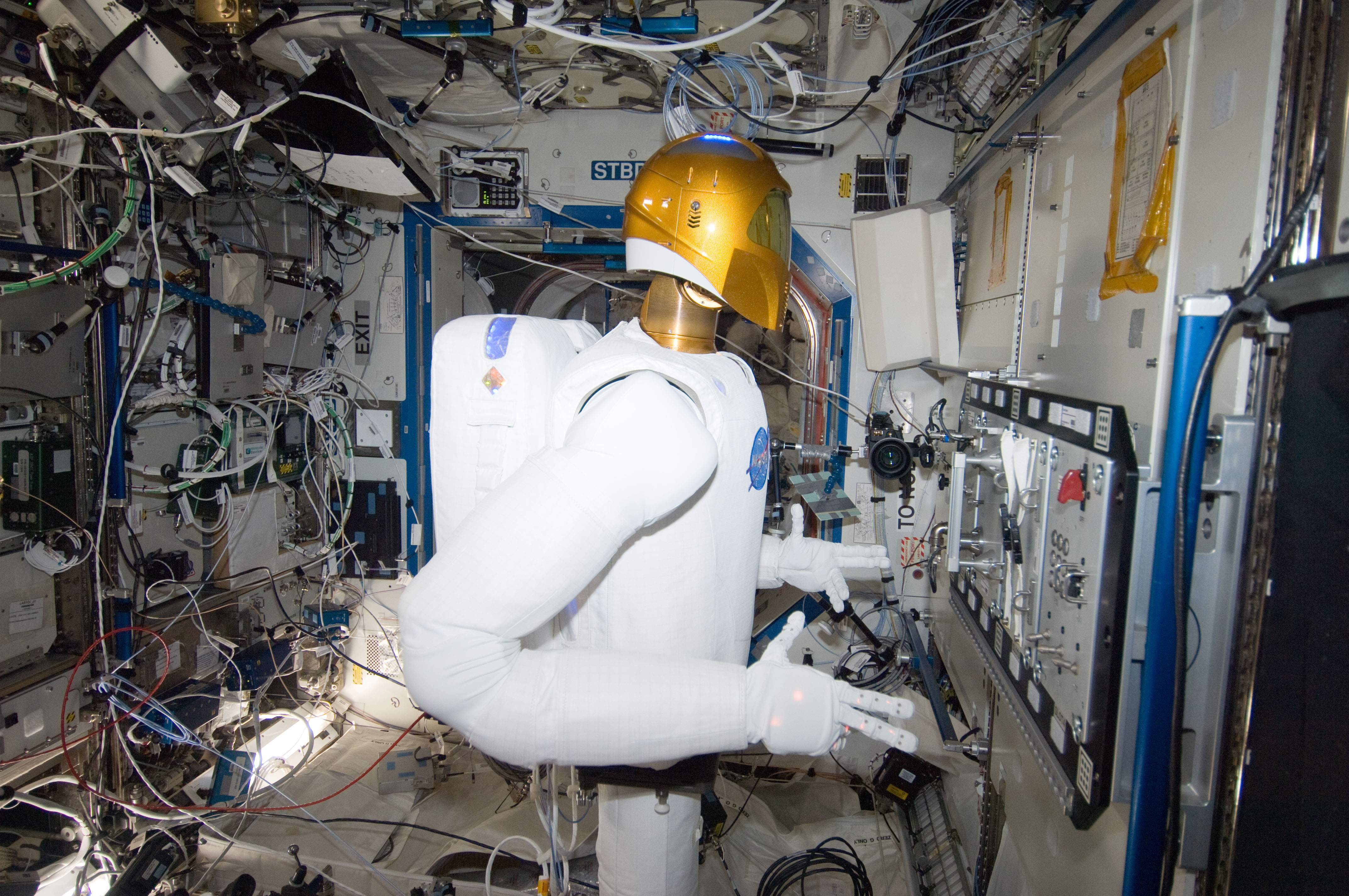
O "robonauta" 2 em ação durante a Expedição 34.
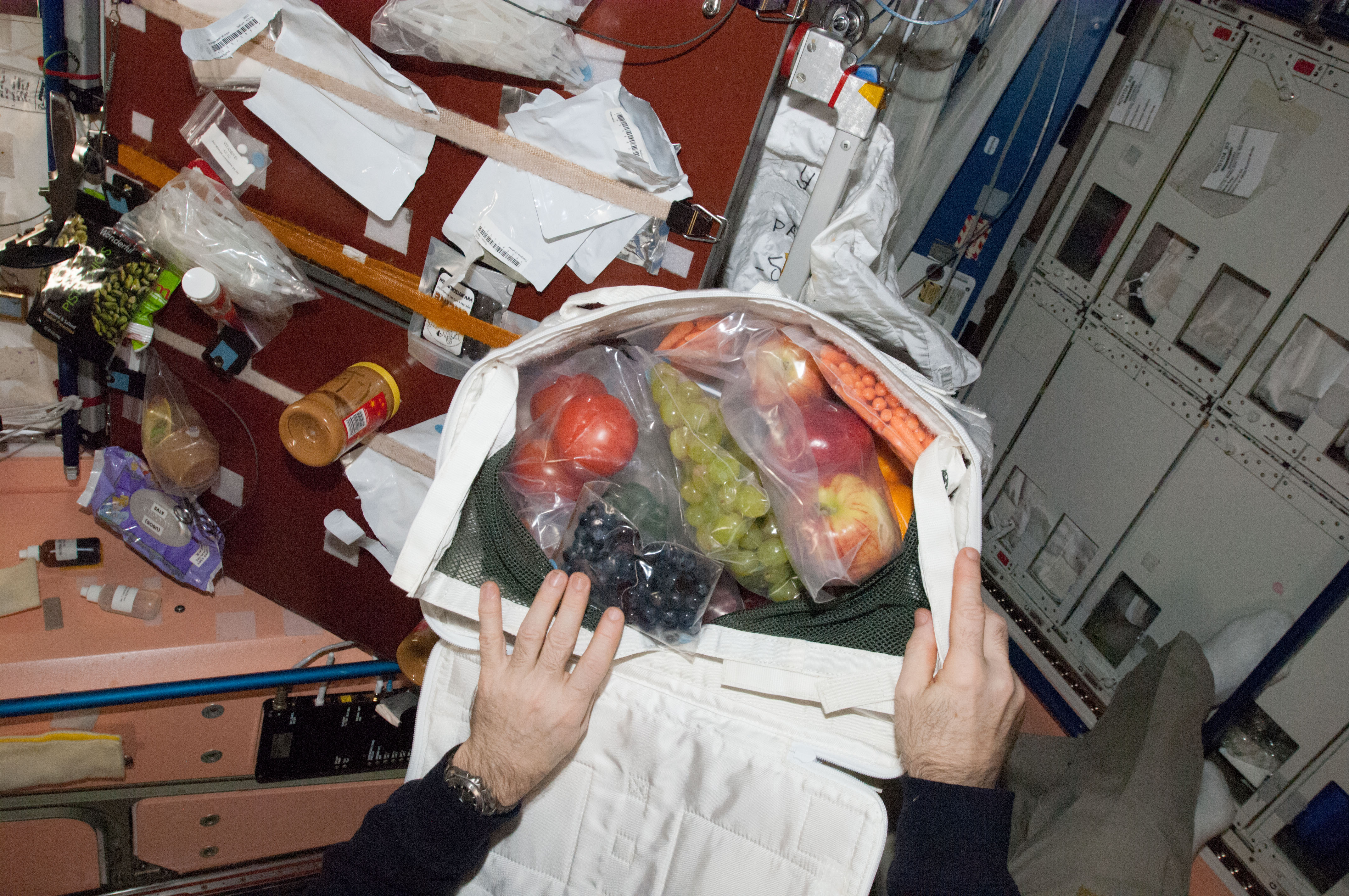
Cesta de frutas e legumes levadas pelo veículo não-tripulado de reabastecimento Dragon SpaceX.
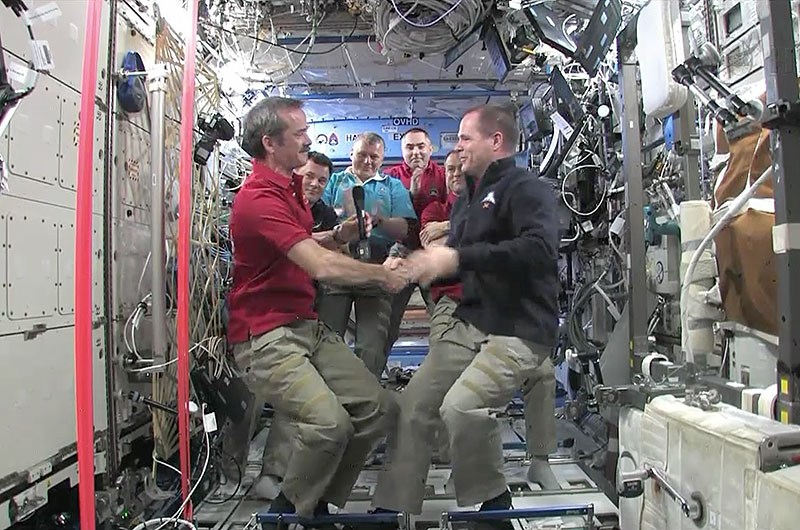
Ford (dir.) passa o comando para o canadense Chris Hadfield, encerrando a Expedição 34.